# Episiorrafia
La episiorrafia (del griego episeion, pubis y raphé, sutura) es la intervención que consiste en la sutura de la herida quirúrgica llamada episiotomía que se realiza durante el parto. Se lleva a cabo suturando las caras internas de los labios mayores.

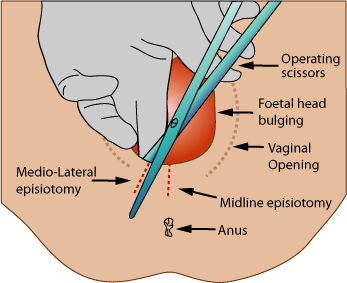
La episiotomía debe ser seguida por la epifisiorrafia.

## Clasificación
Según el tiempo transcurrido la episiorrafia puede ser:
1. Precoz: inmediatamente después del parto
2. Tardía: entre 12 y 24 hrs después del parto
3. Secundaria: se trata de una restauración cuando no hubo una cicatrización adecuada.

## Técnica
Después de realizar la antisepsia de la región, la revisión del cérvix y canal del parto, se obtiene una visión general de cómo afrontar de mejor manera la herida. 
Previo a su inicio debe verificarse nuevamente el bloqueo anestésico.
Posteriormente se coloca una compresa o gasa larga de control para evitar que la sangre que sale del útero impida visualizar la sutura, ocluyendo nuestro campo de observación.

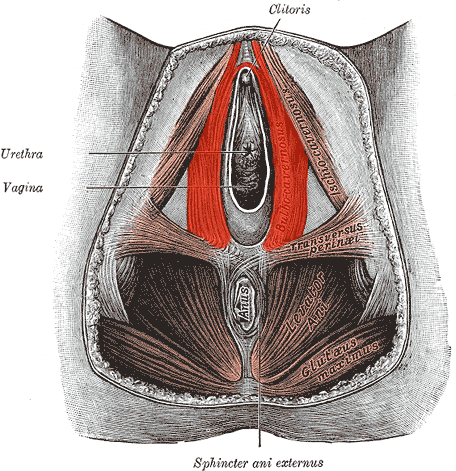
Músculos Bulboesponjoso del periné de la mujer (en color rojo) a ambos lados de la pared de la vagina.

### Primer tiempo
Se inicia la sutura de la mucosa vaginal con Catgut crómico de 0 o 00 por detrás del ángulo o vértice vaginal (1cm aprox) con sutura continua.

### Segundo tiempo
Se sigue con la reconstrucción de la capa muscular del periné. Se utilizan de preferencia puntos separados, se suturan los músculos bulbocavernoso y las fascias superficiales.

### Tercer tiempo
Se termina la episiorrafia con sutura continua subdérmica o con puntos superficiales separados que unan simultáneamente la fascia superficial y la piel.

## Indicación de episiotomía
Solo en el momento del parto, se sabrá, si se ha de realizar una episiotomía. En el instante en el que la cabeza del bebé comienza a asomar (coronación), serán el médico y la matrona quienes valoren si los tejidos van a ser capaces de distenderse lo suficiente como para permitir el paso de la cabeza sin problemas. Si no se considera factible, se practicará la incisión. Después de aplicar anestesia local, y en el momento de la contracción, se realizará el corte. 
Su sutura debe realizarse una vez se ha expulsado la placenta y cuando el útero deja de perder sangre.

- La intervención resultará inevitable si:[6]

1. La cabeza y los hombros del feto son muy grandes para la abertura vaginal de la madre (distocia cefalo-pelvica).[7]
2. Viene de nalgas o de pie (podálica).
3. Prematuridad fetal.
4. Existe sufrimiento fetal agudo durante el periodo de expulsión, produciéndose una desaceleración en el latido cardíaco del feto.
5. Se produce cualquier complicación o se requiere de algún instrumento para sacar al feto.

## Complicaciones
Según el tiempo de aparición las complicaciones de la episiorrafia, se clasifican en:inmediatas, mediatas y tardías.

Complicaciones inmediatas:
- Desgarros perineales
- Dolor
- Sangrado
- Hematoma
- Edema

Complicaciones mediatas: 
- Infección
- Dehiscencia de herida
- Granuloma

Complicaciones tardías: 

- fibrosis
- fístula
- Dispareunia transitoria o permanente.
- Endometriosis de la cicatriz